# Chico de Paula
Chico de Paula é um bairro localizado na zona noroeste da cidade de Santos, estado de São Paulo. O local abrange, em sua extensão, o trecho inicial da Rodovia Anchieta, dando acesso à área central e caminho para a zona leste do município, rodovia a qual comporta o trânsito para Cubatão, São Bernardo do Campo, Diadema e São Paulo. Avizinha-se, além do Saboó, aos bairros Alemoa e São Manoel em seus acessos, além de aproximar-se a bairros como Santa Maria e Bom Retiro e de um núcleo conhecido como Vila Haddad.
Sua denominação é uma homenagem ao engenheiro Francisco de Paula Ribeiro, eleito vereador em 1883, que foi diretor da antiga Companhia Docas de Santos e acompanhou a construção do serviço de saneamento do cais, diminuindo as doenças endêmicas. Seu neto, Francisco Luís Ribeiro, foi prefeito de Santos na década de 1950.

## História e atualidade
O local sempre se destacou no sentido de seus acessos para transporte.
Por essa região em seus primórdios tempos atravessava um bonde com bois em um local denominado na época como Matadouro, onde os animais eram sacrificados. As carnes eram por lá produzidas desde antes da Segunda Guerra Mundial. Nesta ocasião, o local era fornecedor para os soldados aliados.
Esse caminho abriga atualmente a Avenida Nossa Senhora de Fátima e é um dos acessos para a cidade de São Vicente. Evoluiu, desde a fixação de moradores em suas redondezas, alguns dos quais trabalhavam no Matadouro, até como principal via do bairro e da região da zona noroeste da cidade.
Em 1956, durante o deslizamento na encosta dos morros em alguns bairros da cidade, o local foi atingido com grande quantidade de barro e pedras, sobre barracos com pessoas e até mesmo as margens do Rio São Jorge. Atualmente, este local foi aterrado e, em suas proximidades, dá acesso para a Via Anchieta, que liga a capital, entre outros viadutos.
O primeiro deles foi o Elefante Branco, concluído em 1964 pela DER sem definição de seu esquema de circulação, ficando sem pistas de acesso e abandonada durante 8 anos. Atualmente, junta-se a Via Marginal e sobre uma ponte sobre o Rio Casqueiro, fazendo parte de um importante sistema de interligação com o porto de maior circulação de mercadorias do país, evitando parte dos problemas com a circulação de caminhões existentes no local.
Parte do bairro predominantemente residencial já chegou a ser denominado como Vila Viçosa e recebeu a denominação de Chico de Paula, mas sofreu modificações com o novo abairramento da cidade para ser incorporada ao Saboó. No entanto, mesmo nos dias atuais, os moradores fazem questão de afirmar que moram no Chico de Paula e provam em suas contas de consumo.
Atualmente, o local é um importante acesso rodoviário que interliga importantes localidades, como Centro, porto de Santos, Cubatão e São Vicente. Suas ruas enfrentam concentrado tráfego nos horários comerciais de veículos de toda sorte, desde bicicletas, que terão via própria, até ônibus e caminhões de carga. A atividade comercial é crescente nas últimas décadas, predominando, por um lado, transportadoras para atender o fluxo de cargas, e supermercados que vendem no atacado por outro, que exploram o acesso na entrada da cidade com cargas em trânsito da Rodovia Anchieta e são estruturadas para a estocagem dos produtos.